# مولوبو كوديمبانا
نيكايزي مولوبو كوديمبانا (بالفرنسية: Mulopo Kudimbana)‏ (مواليد 21 يناير 1987 في إقليم بروكسل العاصمة) هو لاعب كرة قدم من جمهورية الكونغو الديمقراطية، يلعب حاليًا لصالح نادي رويال أنتويرب في دوري الدرجة الثانية البلجيكي.

## مسيرته
بدأ اللاعب مشواره مع سانت خيلويزي، وبعد انتقاله إلى رويال أندرلخت، ظلّ مع فريقه الأول على سبيل الإعارة لمدة عام، وبعد ذلك عاد مرة أخرى في يوليو 2009 إلى رويال أندرلخت. ويوم 31 أغسطس 2011 فسخ عقده مع أندرلخت بالاتفاق بينهما. أما يوم 2 سبتمبر 2011، أعلن عن إمضاءه لعقد بمدة عام واحد لصالح سيركل بروج. وبعد موسم 2011-12، انتقل لنادي دوري الدرجة الثانية البلجيكي أوستينده.
وفي انتقالات يناير 2014، انضم اللاعب لناديه السابق رويال أندرلخت على سبيل الإعارة من أوستينده حتى نهاية الموسم. ورغم أنه لم يلعب أية مباراة طوال فترة الإعارة، إلا أن أندرلخت قد أمضو عقدًا معه في يونيو 2014.

## مسيرته الدولية
لعب أولى مبارياته مع منتخب جمهورية الكونغو الديمقراطية ضد الجزائر يوم 26 مارس 2008، كما لعب سابقًا مع منتخب بلجيكا تحت 21 سنة.

## الألقاب

### الأندية
أندرلخت
- كأس السوبر البلجيكي (1): 2014

## روابط خارجية
- مولوبو كوديمبانا على موقع قاعدة بيانات كرة القدم.إي يو (الإنجليزية)
- مولوبو كوديمبانا على موقع ناشيونال فوتبول تيمز (الإنجليزية)
- مولوبو كوديمبانا على موقع Soccerway.com (الإنجليزية)
- مولوبو كوديمبانا على موقع AS.com (الإسبانية)
- Mulopo Kudimbana at Soccerway